# Гірничі пам'ятки давнього мідного промислу на Близькому Сході
Гірничі пам'ятки давнього мідного промислу на Близькому Сході
Визначне місце в цьому регіоні займають копальні Давнього Єгипту Бір Насиб (гірська частина Синайського півострова), Ваді Араба (синкліналь між Мертвим та Червоним морем, північніше затоки Акаба), а також рудники Кіпру.
Початок освоєння важкодоступних родовищ Бір Насиб був пов'язаний з розвідувальними експедиціями єгиптян, які шукали дорогоцінну бірюзу. Її видобуток розпочато тут з III тис. до Р. Х., а найбільші обсяги видобутку досягнуто під час правління фараона Хеопса. На синайському плато Хеопс звів храм богині Хатхор, яку вважали покровителькою шахтарів. Оскільки культ богині Хатхор з часом розповсюдився з добувачів бірюзи на добувачів мідних руд, можна припустити, що освоєння металу розпочали саме «мисливці» за дорогоцінним каменем.
Вважають, що спершу малахіт з синайських рудень використовували подібно бірюзі як ювелірний і виробний камінь, а також як сировину для мінеральної фарби. Але достатньо швидко його ідентифікували як продуктивну руду для витопу міді (металургійні технології могли бути відомі жерцям Єгипту, оскільки імпорт мідних виробів витіснив кам'яні знаряддя ще на початку Давнього царства).
Найбільш досліджені сучасною наукою рудники Ваді Араба в Тімні, Південний Ізраїль та Фенані, Південно-Західна Йорданія. Тут на спільній площі близько 400 км² зафіксовано понад 8 тис. давніх копалень. Основний тип руд — малахіт і хризокола, які спостерігаються у мідистих пісковиках. Найбільш давні розробки датують IV тис. до Р. Х., найбільш пізні — раннім ісламським періодом. Максимальна активність експлуатації родовищ припадає на період Нового царства Давнього Єгипту (XIV—XI тис. до Р. Х.).
Перші кроки видобутку міді були пов'язані тут з відкритою ямною розробкою мідних конгломератів. З часом ями змінились неглибокими виробками стволового типу діаметром 2—5 м, сліди яких збереглися до сьогодні. В безпосередній близькості від виробок зафіксовані рештки металургійних об'єктів і шлаків, що свідчить про нерозривну єдність гірничої й металургійної діяльності початкового періоду. В подальшому (II тис. до Р. Х.) поклади розкривали вертикальними стволами діаметром від 0,8 до 1,5 м, глибина яких складала зазвичай 10—15 м (найбільша із зафіксованих — сягала 36 м). Від стволів проводили системи горизонтальних виробок, якими вибирали рудні поклади. Висота цих виробок знаходилась у межах 0,6—1 м. Ділянки потужних рудних тіл розробляли камерами. Розповсюдженим типом виробок у гірських масивах Фенану були штольні, протяжність яких в окремих випадках сягала до 50 м.
Деякі рудники одночасно розробляли два горизонти, поєднані між собою сліпими стволами. При необхідності споруджували додаткові вентиляційні стволи, які іноді використовували для підняття руди. Її транспорт здійснювали у шкіряних мішках, які гірники виносили на собі, піднімаючись по висіченим на контурі ствола заглибленням. Іноді використовували підйомники у вигляді коловорота з причіпними дерев'яними цебрами. Руйнування гірських порід проводили за допомогою бронзових клинів (зубил) і молотків, а також дерев'яних знарядь з бронзовими наконечниками. Основним засобом забезпечення стійкості виробок слугували цілики.
Видобувна діяльність давніх єгиптян підтримувалась добре організованою «геологічною розвідкою», котра охоплювала пошуковими шурфами достатньо велику мідноносну зону. Достатньо продумані рішення вентиляційних сполучень (вузькі й протяжні повітроподавальні галереї, стволи, збійки) дають можливість припустити наявність попередніх планів гірничих робіт.
На поверхні, поблизу виробок було знайдено велику кількість дробильних знарядь (молоти, пести, куранти, кам'яні платформи), які свідчать про застосування «сухого» збагачення руд поблизу місць їх видобутку. Металургійні комплекси з печами різних конструкцій розташовувались як поблизу, так і на суттєвій відстані від окремих гірничих виробок (у випадку, коли обслуговували групи наближених до них копалень).
Унікальним археологічним об'єктом є металургійна база давніх єгиптян, розкопки якої виявили наявність трьох культурних шарів з відмінними мідеплавильними артефактами, що засвідчило вельми тривалий період її існування. Експедиційний табір гірників-металургів розміром 80 на 40 м примикав з одного боку до гірського масиву, а з інших боків був огороджений масивною дугоподібною стіною з двома баштами. Аналіз виявлених тут мідних шлаків (датовані початком I тис. до Р. Х.) показав їх високу однорідність і незначні залишки міді, що свідчить про правильну послідовність завантаження компонентів шихти для її плавлення, добру вентиляцію печей, ефективний температурний режим, використання флюсів (в нашому випадку — оксидів марганцю).
Рудники Ваді Араба належали фараонам Рамзесидам і, згідно із письмовими свідоцтвами давніх часів, були широко відомі під назвою «Атика». Тут зафіксовано близько 3000 древніх розробок. Ранні з них належать до мідної доби (4-е тис. до Р. Х.), пізніші — до початку н. е. (період римського панування). Основні типи виробок — стволи, штреки, штольні. Максимальна глибина шахт — 36 м, довжина штреків понад 50 м. Рудники Ваді-ель-Араба відкриті в 1845 р.
Мідь з Тімни, між іншим, слугувала сировиною для виготовлення великої кількості яскравих мідних штаб, якими оздоблювались палаци і храми Давнього Єгипту, зокрема знаменитий Суддівський палац фараонів. Археологічні розкопки в Тімні виявили численні ознаки стійкого зв'язку гірництва й стародавніх містичних культів. Кожний історичний період мав своє місце й стиль обрядів, починаючи від найдавніших Високих Місць з кам'яними вівтарями й наскельними рисунками, до храмів Нового Царства, присвячених єгипетській богині Хатхор.
Потужним центром видобутку міді у Західній Азії були родовища південно-східної частини Аравійського півострова (територія сучасного Оману). Найдавніші знахідки міді та перші рудники датують тут III тис. до Р. Х. Основний район розробок зосереджувався в горах поблизу Оманської затоки, де на території площею близько 30 тис. км2 розташовувалось понад 100 мідних родовищ і рудопроявів (насамперед райони Ваді-Джизі, Назва, Майсар). Розроблялися окислені та сульфідні руди. Гірничі роботи вели як відкритим так і підземним способом (фіксуються кар'єри, а також численні стволи та штольні). Майже на всіх копальнях спостерігаються сліди металургійної діяльності у вигляді шлакових відвалів, горнів, ливарних форм тощо. Виявлено багато поселень давніх гірників-металургів. Вважають, що оманські розробки є легендарною «країною міді — Маган», з якої отримували мідь давні шумери.
Значні обсяги міді надходили до країн Близького Сходу та Егейського світу з Кіпру, назва якого визначила латинську назву міді, як «cuprum» (тобто, «метал з Кіпру»). Багаті родовища окиснених і сульфідних руд міді, географічна близькість до центрів тогочасних світових культур зробили острів «яблуком розбрату» держав ранньої античності. Славнозвісні кіпрські зливки міді у вигляді розпластаних бичачих шкір вагою від 24 до 37 кг (з відповідним тавруванням) слугували міновим еквівалентом вартості, виконуючи наприкінці II тис. до Р. Х. функцію великих грошей. До сьогодення на Кіпрі збереглися виробки давніх рудників, в яких були знайдені характерні знаряддя праці гірників, рамні дерев'яні кріплення вертикальних і горизонтальних виробок, транспортні ємності.
Важливі свідоцтва щодо ролі Кіпру в гірничому виробництві дали обстеження затонулих кораблів II—I тис. до Р. Х. поблизу Малої Азії. Найбільш знаменною знахідкою став добре збережений корабель з вантажем металевих зливків, виявлений у 1982 р. поблизу мису Улубурун (Туреччина). Корабель перевозив близько 10 т кіпрської міді й 1 т олова. Середня вага зливків складала 24,6 кг. Знахідка була датована XIII ст. до Р. Х. Цей і подібні археологічні об'єкти ілюструють не тільки мореплавні досягнення давнього Кіпру, але й свідчать про високий рівень гірничої справи, продукти якої складали експортний потенціал країни.